# Codex Marchalianus

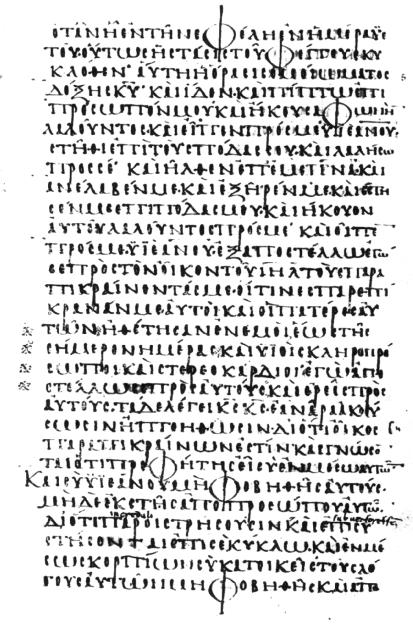
Лист 283 кодекса с текстом

Codex Marchalianus (Сигла Q, инвентарное обозначение Cod. Vat. gr. 2125) — унциальный манускрипт Септуагинты VI века. Назван по имени одного из прежних владельцев — Рене Маршаля.

## Особенности и содержание
Кодекс включает 416 пергаментных листов форматом 29 × 18 см, исписанных в одну колонку. На странице 29 строк, в каждой из которых от 24 до 30 букв. Почерк — аскетический унциал так называемого коптского типа; как было принято в Египте, рукопись ничем не украшена. 12 первых листов приплетены из другой рукописи, и содержат патристические тексты. Листы пергамента собраны в квинионы — тетради по 5 листов, как в Россанском и Ватиканском кодексах.
Кодекс содержит пророческие тексты Септуагинты: 12 пророков, Исаия, Иеремия (с Варухом), Плач Иеремии, Послания, Иезекииля, Даниила. Порядок 12 малых пророков следующий: Осия, Амос, Михей, Иоиль, Авдий, Иона, Наум, Аввакум, Софония, Аггей, Захария и Малахия; он идентичен порядку малых пророков в Ватиканском кодексе. Даниил представлен в переводе Феодотиона.
При сверке на поля рукописи неизвестными писцами были добавлены чтения из Гексаплы с переносом соответствующих ономастиконов, которых более 70. Речь шла о книге Иеремии (её еврейская версия короче греческой) и книге Иезекииля.
Весьма примечательна форма Тетраграмматона, использованная в кодексе. В унциальном тексте использовано трёхбуквие др.-греч. ΙΑΩ, по-видимому, соотносимое с теми, что представлены в магических папирусах начала нашей эры. В некоторых местах указанная форма дублирует имя «Господь» и дана в виде внутренних маргиналий.

## История
Палеографически, рукопись была создана в Египте примерно в VI веке, где и находилась несколько веков, поскольку все поправки и маргиналии нанесены исключительно египетским типом греческих букв. Примерно к XII веку кодекс оказался в Южной Италии, и далее был перевезён во Францию, где в конце концов оказался в библиотеке аббатства Сен-Дени. Рене Маршаль выкупил рукопись из монастырской библиотеки, его именем она называется по сей день. Следующим владельцем стал кардинал Рошфуко, передавший кодекс иезуитскому Коллеж де Клермон. В 1785 году рукопись была приобретена для Ватиканской библиотеки, где находится по сей день.

## Текстологические исследования и издания
Исследованиями кодекса занимались Бернар де Монфокон и Джузеппе Бьянкини. Его текст использовал Джеймс Парсонс для критического издания Септуагинты 1827 года. Факсимильное наборное издание предпринял в 1869—1870 годах Константин фон Тишендорф. Критическое издание текста предпринял также в 1890 году Джузеппе Коцца-Луци. Гексапларные чтения были использованы Циглером в его сводном издании 1957 года.